# Japan Soccer League Cup 1988
Der Japan Soccer League Cup 1988 war die dreizehnte Ausgabe des Japan Soccer League Cup. Sieger des Wettbewerbs waren die Nissan Motors.

## Ergebnisse

### 1. Runde
|                             | Ergebnis        |                       |
| --------------------------- | --------------- | --------------------- |
| Osaka Gas                   | 0:7             | Nissan Motors         |
| Cosmo Oil                   | 0:5             | Yomiuri               |
| Kofu SC                     | 1:3             | Hitachi               |
| Mitsubishi Heavy Industries | 4:1             | Kawasaki Steel        |
| Fujitsu                     | 0:3             | Fujita Industries     |
| Teijin                      | 0:3             | Yamaha Motors         |
| NTT Kansai                  | 1:2             | Mazda                 |
| Nippon Steel                | 0:1             | Furukawa Electric     |
| Toshiba                     | 1:0             | Tanabe Pharmaceutical |
| NTT Kanto                   | 0:0 (4:3 i. E.) | Matsushita Electric   |
| Yanmar Diesel               | 4:0             | Fujieda City Hall     |
| Toho Titanium               | 0:5             | Toyota Motors         |

### Achtelfinale
|                             | Ergebnis        |                    |
| --------------------------- | --------------- | ------------------ |
| NKK                         | 1:3             | Nissan Motors      |
| Yomiuri                     | 1:0             | Hitachi            |
| Mitsubishi Heavy Industries | 2:1             | Fujita Industries  |
| Yamaha Motors               | 0:2             | All Nippon Airways |
| Honda Motors                | 1:1 (3:4 i. E.) | Mazda              |
| Furukawa Electric           | 2:3             | Toshiba            |
| NTT Kanto                   | 1:1 (4:5 i. E.) | Yanmar Diesel      |
| Toyota Motors               | 2:3             | Sumitomo Metals    |

### Viertelfinale
|                             | Ergebnis        |                    |
| --------------------------- | --------------- | ------------------ |
| Nissan Motors               | 1:0             | Yomiuri            |
| Mitsubishi Heavy Industries | 2:1             | All Nippon Airways |
| Mazda                       | 0:0 (1:4 i. E.) | Toshiba            |
| Yanmar Diesel               | 5:1             | Sumitomo Metals    |

### Halbfinale
|               | Ergebnis |                             |
| ------------- | -------- | --------------------------- |
| Nissan Motors | 2:0      | Mitsubishi Heavy Industries |
| Toshiba       | 1:0      | Yanmar Diesel               |

### Finale
|               | Ergebnis |         |
| ------------- | -------- | ------- |
| Nissan Motors | 3:0      | Toshiba |